# Per Lundkvist
Per Inge Ingesson Lundkvist (Karlstad, 26 mei 1916 – Nynäshamn, 27 oktober 1999) was een Zweeds componist, muziekpedagoog, dirigent, organist en pianist.

## Levensloop
Lundkvist studeerde aan de Kungliga Musikhögskolan in Stockholm en richtte in deze periode het Arionkwartet alsook diverse zanggroepen op. Met deze ensembles reisde hij toen door binnen- en buitenland. Van 1940 tot 1942 werkte hij als correpetitor aan de koninklijke opera (Kungliga Operan) in Stockholm een aan de operaschool. In 1940 debuteerde hij als dirigent bij de Zweedse omroep (Sveriges Radio), waar hij het amusementsorkest leidde. In een bepaalde periode was hij ook organist, koordirigent en directeur van een muziekschool. 
Als componist was hij zeer productief en schreef werken voor orkest (waaronder 20 suites en 2 pianoconcerten), harmonieorkest, koorwerken en liederen. In het totaal is hij auteur van 250 werken. Zijn kleindochter Anna Pernilla Bäckman is onder haar artiestennaam "Meja" (M-éé-ja) zowel als componiste als in het muziekbedrijf werkzaam. 

## Composities

### Werken voor orkest
- 1951 Födelsedagsbuketten
- 1957 Svenska bilder
- 1960 Frohe Jugend, suite voor kamerorkest
  1. Das Lied der Träume
  2. Sommerspiele
  3. Frohe Jugend
- 1960 Suite banale
  1. Tango serenata
  2. Valse elegante
  3. Humoresque
- 1962 En sagoklang, voor hoorn en orkest
- 1970/1979 Smekande vind, voor viool en orkest
- 1971 Dans, voor hobo en strijkorkest
- 1971 I rosornas tid, voor kamerorkest
- 1971 Ljusa skyar
- 1974 Silverflöjten, voor dwarsfluit en orkest
- 1976/1986 Tre vindar, suite voor kamerorkest
- 1977 Akvarium, voor dwarsfluit en orkest
- 1977 En komplimang, voor viool en orkest
- 1977 Flyttfågeln, voor dwarsfluit en orkest
- 1978 En skogslåt, voor klarinet en kamerorkest
- 1979 Flöjtspel, voor dwarsfluit en orkest
- 1979 Över ängarna, voor hobo en kamerorkest
- 1983 Bortom åsarna, suite
- 1986 Solvända, suite voor strijkorkest
- Banal svit
- Blomornament, voor klarinet en orkest
- Burlesque
- Dedikation, voor viool en orkest
- En minut i tolv
- Es war einmal in Wien, voor viool en strijkorkest
- Hembygden, suite
- I svenska bygder, suite
- Jongleur, symfonisch gedicht
- Krumelur
- Midnattssolens land, suite
  1. Fjällvandring
  2. Midnattssolen
  3. Vid älvarna
- Pärldiademet, voor klarinet en orkest
- Per i hagen, polka voor kamerorkest
- Semester, suite 
  1. Semester. Uvertyr
  2. Regnvalsen
  3. På autostradan
- Skansensvit
- Skogsklanger, suite
- Svenskt Sommarbröllop, suite
  1. Bröllopsmarsch
  2. En sommarsaga
  3. Brudkronan
- Stockholm, suite
  1. Stockholm
  2. Eko från Skansen
  3. Grönt ljus
- Valse caprice
- Wien-Paris - Valse à la Straussteufel

#### Concerten voor instrumenten en orkest
- 1957 Svensk fjällrapsodi, voor piano en orkest
- 1961 Concert nr. 1 in C sharp mineur, voor piano en orkest
- 1964 Rapsodi i rött (Rhapsody in red), voor piano en orkest
- 1975 Midnattsrapsodi (Midnight rhapsody), voor piano en orkest
- 1976 Concert nr. 2 in D mineur, voor piano en orkest
- 1986 rev.1994 Focus-Rhapsody, voor piano en orkest
- 1990 Golden rhapsody, voor piano en orkest
- 1991 Vals Tingeling, voor piano en orkest

### Werken voor harmonieorkest
- 1957 rev.1980 Svenska bilder, suite
  1. Gästabudsvalsen
  2. Kvällsmusik
  3. Bondemarsch
- 1964/1978 Rapsodi i rött (Rhapsody in red), voor piano en harmonieorkest
- 1975 Midnattsrapsodi (Midnight rhapsody), voor piano en harmonieorkest
- 1978 En skogslåt,  voor klarinet en blaasensemble (dwarsfluit, 3 klarinetten, 4 saxofoons, 2 fagotten, tuba) en contrabas
- 1979 Dulcian, voor fagot en harmonieorkest
- 1979 Över ängarna, voor hobo en blaasensemble (dwarsfluit, 3 klarinetten, 2 fagotten, 3 saxofoons, 2 hoorns, tuba) en contrabas
- 1981 Med folket för fosterlandet, mars
- 1982 Grönt ljus - 3e deel uit de Stockholm suite
- 1983 Vackra minnen, voor trompet en harmonieorkest
- 1985 Parodi, voor klarinet en harmonieorkest
- 1986 Focus-Rhapsody, voor piano en harmonieorkest
- 1987 Soluppgånglåten
- 1989 Flottans minmarsch
- 1989 Nordstjernan - Jubileumsmarsch för 100-årsjubileum
- 1990 Admiral Schuback
- 1990 Flyttfågeln, voor dwarsfluit en blaasensemble (3 klarinetten, 3 saxofoons, 2 fagotten, 2 hoorns, 3 trompetten, tuba) en contrabas
- 1990 Golden rhapsody, voor piano en harmonieorkest
- 1991 I takt med tiden
- 1991 Vals Tingeling, voor piano en harmonieorkest
- Amiralsmarsch
- Förenade Nationer, mars
- Globetrotter
- Hembygden, suite 
  1. Blommande hagar
  2. Aftonskyar
  3. Folksaga
- Per i hagen, humoreske polka
- Sångfågeln, voor dwarsfluit en harmonieorkest
- Skansensvit
  1. Mot Solliden
  2. Sommarskymning
  3. På Högloftet
- Skogsvision, voor hoorn (of trombone) en harmonieorkest

### Vocale muziek

#### Cantates
- 1978 Världarnas offer, cantate voor bas, gemengd koor (of mannenkoor) en orkest - tekst: Erik Axel Karlfeldt

#### Werken voor koor
- 1950 Ett gammalt bergtroll, voor mannenkoor - tekst: Gustaf Fröding
- 1951 Sång efter skördeanden, voor mannenkoor en piano - tekst: Erik Axel Karlfeldt
- 1981 Sång till jorden, voor sopraan, bas, gemengd koor, mannenkoor en orkest - tekst: Kerstin Hed
- 1982 Blommornas kärlek - Pastoral för ståndare och pistiller, voor gemengd koor - tekst: Erik Axel Karlfeldt

#### Liederen
- 1940 Sov, voor zangstem en orkest - tekst: Olof Thunman
- 1941 Hjärtat, voor zangstem en piano - tekst: Bo Bergman
- 1943 Längtan heter min arvedel, voor zangstem en piano - tekst: Erik Axel Karlfeldt
- 1943 Melodi, voor tenor en orkest - tekst: Bo Bergman
- 1943 Till henne, voor tenor, harp en strijkorkest - tekst: Olof Thunman
- 1943 Åkallan och löfte, voor zangstem en piano - tekst: Verner von Heidenstam
- 1944 Kung Liljekonvalje, voor zangstem en strijkorkest - tekst: Gustaf Fröding
- 1948 Höstvisa, voor zangstem en orkest - tekst: Elsa Beskow[1]
- 1962 Vaggvisa, voor tenor en strijkorkest - tekst: Wilhelm Peterson-Berger
- 1965 Kyssande vind, voor zangstem en orkest - tekst: Hjalmar Gullberg
- 1970 Sånger till dikter av Bo Bergman, voor zangstem en piano - tekst: Bo Bergman
- 1974 Flickan under nymånen, voor zangstem en piano - tekst: Bo Bergman
- 1977 Den andra våren - Mitt liv en sång, voor zangstem en harmonieorkest - tekst: Bengt Haslum
- 1977 Det är vackrast när det skymmer, voor zangstem en piano - tekst: van de componist
- 1977 Nu löser solen sitt blonda hår, voor zangstem en piano - tekst: van de componist
- 1979 Nu öppnar nattglim sin krona, voor zangstem en piano - tekst: Erik Axel Karlfeldt
- 1979 Spelmansvisa, voor tenor, 2 hoorns en strijkorkest - tekst: Erik Axel Karlfeldt
- 1980 Blommande rönn, voor zangstem en orkest - tekst: Erik Axel Karlfeldt
- 1980 Jungfru Maria, voor zangstem en orkest - tekst: Erik Axel Karlfeldt
- Bekransa mig, voor zangstem en orkest (of piano) - tekst: Erik Axel Karlfeldt
- Glöm mig ej, voor zangstem en orkest - tekst: Fritz-Gustaf
- Paradisets timma, voor bas en orkest - tekst: Verner von Heidenstam
- Serenad, voor zangstem, harp en strijkorkest - tekst: Bo Bergman
- Vackra Minnen, voor tenor, piano en blaasensemble[2]

### Kamermuziek
- 1978 I sommardalen, voor blaaskwintet
- 1961 Liten morgonmusik, suite voor blaaskwintet
- 1978 Liten morgonmusik, suite voor strijkkwintet
- 1994 Cantilena 1, voor cello en piano
- 1994 Cantilena 2, voor cello en piano
- Blaaskwintet
- Gröna klanger, voor blaaskwintet

### Werken voor piano
- 1974-1981 Stjärnor
- 1978 Flora
- 1979-1983 Den ljusa kvällen
- 1981-1987 4 pianostukken
- Fantasi-Ballad

### Filmmuziek
- 1956 Den tappre soldaten Jönsson
- 1995 Lamahado